# Carmichaelia floribunda
Carmichaelia floribunda är en ärtväxtart som beskrevs av George Simpson. Carmichaelia floribunda ingår i släktet Carmichaelia och familjen ärtväxter. Inga underarter finns listade i Catalogue of Life.